# Fernando Delgadillo
Fernando Delgadillo González (Tlalnepantla, 11 de noviembre de 1965) es un cantautor mexicano del género trova o nueva canción. Llama a su estilo «canción informal».

## Trayectoria
Estudió en la Escuela de Música Libre José F. Vázquez y en la escuela de la Sociedad de Autores y Compositores de México. A los 16 años fue percusionista en una agrupación de música andina llamada Huancayo, con los cuales se presentaba en la peña El Sapo Cancionero; e integró el colectivo SEYMUS. Comenzó actividad artística en 1985. En 1997, Delgadillo fue invitado a China para participar en el Beijing International Film Festival. Después de dicho festival, algunas de sus canciones fueron traducidas al chino. Más tarde, en agosto, lo invitaron al Festival Internacional de la Juventud, con sede en La Habana, Cuba.
Para la presentación de su disco Entre pairos y derivas, se presentó por primera vez en el Teatro Metropólitan de la Ciudad de México. Ese mismo año, fue invitado especial de Silvio Rodríguez para tocar en su segundo concierto en el Auditorio Nacional.
Cada año realiza presentaciones en ciudades de México, tanto en pequeños foros como en teatros o auditorios. En mayo de 2016 compartió escenario junto con el trovador cubano Pablo Milanés y el cantante de protesta Óscar Chávez en el concierto titulado De poeta a poeta, que logró un lleno total del Auditorio Nacional. Realiza conciertos anuales en el Parque Naucalli estado de México, de los cuales ha grabado el disco doble en vivo Febrero 13. En 2022 se presentó por primera vez en el festival Vive Latino.
En la actualidad se acompaña regularmente por músicos que desde hace varios años tocan y graban con él, como Yuri Nilo (dirección musical, coros, guitarra de requinto, chelo, banjo, melódica, etc.), Giovanni Buzzurro (bajo, guitarra y coros), Manolo Rodríguez (batería) y Daniel Delgadillo (shaker, pandero y coros).[cita requerida]
Entre las influencias que ha citado Delgadillo están Silvio Rodríguez, Joan Manuel Serrat, Cat Stevens, Francisco Gabilondo Soler «Cri cri», Chava Flores y Les Luthiers.

## Discografía

### Estudio
- Con cierto aire a ti - 1992
- Crónicas de Bruno del Breñal - 1994
- Desviaciones de la canción informal - 1994
- De vuelos y de sol - 1995
- Primer estrella de la tarde - 1997 (con Gonzalo Ceja).
- Entre pairos y derivas - 1998
- Campo de sueños - 2001

- Variaciones de la canción informal -2004 (apareció primero en 1990 como casete casero)
- Matutina - 2004 (apareció primero en 1991 como casete casero)
- Desde la isla del olvido - 2009
- Tiempo ventanas - 2013
- Desde el estudio - 2024

### En vivo
- A todo color - 1993 (grabación casera en el teatro Ángela Peralta)

- Febrero 13 vol. 1 - 1999
- Febrero 13 vol. 2 - 1999
- Febrero 13 vol. 3 - 2000
- Parque Naucalli - 2006
- Sesiones acústicas - 2016

### Otros
- Fernando Delgadillo y SEIMUS - 1990
- Recopilaciones - 1990
- Hoy ten miedo de mí - 1998. Editado en España por Columna Music.